# Dies Irae (Formula 3)
| Recensione              | Giudizio          |
| ----------------------- | ----------------- |
| Dizionario del Pop-Rock | [ 1 ]             |
| 24.000 dischi           | [ 2 ]             |
| Debaser                 | [ 3 ]             |
| Ondarock                | Disco consigliato |

Dies Irae è il primo album del gruppo musicale italiano Formula 3, pubblicato dall'etichetta discografica Numero Uno nel febbraio 1970.

## Descrizione
L'album è prodotto da Lucio Battisti, autore di 4 brani insieme a Mogol, presente anche come paroliere di Perché... Perché ti amo (la cui musica è di Edoardo Bennato) e Se non è amore cos'è (firmato anche da Alessandro Colombini ed Elio Isola). La canzone che dà il titolo al lavoro è una rivisitazione in chiave rock progressivo, ad opera dello stesso gruppo, della nota composizione, mentre Walk Away Renée di Michael Brown, Bob Calilli e Tony Sansone è la cover di un brano portato al successo dagli statunitensi The Left Banke nel 1966.
Il disco viene anticipato dall'uscita, nell'anno precedente, del singolo Questo folle sentimento/Avevo una bambola, a cui fa seguito Sole giallo, sole nero/Se non è amore cos'è.

## Tracce
Lato A
1. Dies Irae – 7:35 (Isola Amelio)
2. Non è Francesca – 3:30 (testo: Mogol – musica: Lucio Battisti)
3. Perché... perché ti amo – 6:00 (testo: Mogol – musica: Eugenio Bennato, Edoardo Bennato)
4. Questo folle sentimento (Intro) – 1:00 (testo: Mogol – musica: Lucio Battisti)

Lato B
1. Questo folle sentimento – 2:14 (testo: Mogol – musica: Lucio Battisti)
2. Walk Away Renée – 4:25 (Michael Brown, Tony Samson)
3. Se non è amore cos'è – 5:05 (testo: Mogol, Sandro Colombini – musica: Elio Isola)
4. Sole giallo, sole nero – 7:10 (testo: Mogol – musica: Lucio Battisti)

- Il brano Walk Away Renée sul vinile viene accreditato agli autori Michael Brown e Tony Samson (Tony Sansone) mentre non compare il terzo autore Bob Calilli

## Formazione
- Alberto Radius - voce, chitarra elettrica, chitarra acustica
- Gabriele Lorenzi - voce, organo, tastiere
- Tony Cicco - voce, batteria, percussioni